# Adam Henley
Adam David Henley (Knoxville, 14 juni 1994) is een Welsh voetballer die bij voorkeur als rechtsback speelt. Hij stroomde in 2011 door vanuit de jeugd van Blackburn Rovers.

## Clubcarrière
Henley komt uit de jeugdacademie van Blackburn Rovers. Op 19 november 2011 debuteerde Henley als zeventienjarige in de Premier League als invaller voor Míchel Salgado tegen Wigan Athletic. Op 26 december 2011 stond hij in de basiself in de wedstrijd tegen Liverpool op Anfield. Vier dagen later tekende hij een verbeterd contract. In 2012 degradeerde de club uit de Premier League. Op 7 december 2012 zette Henley zijn handtekening onder een nieuw contract, die hem tot medio 2017 aan Blackburn Rovers bindt.

## Interlandcarrière
Op 13 november 2015 maakte Henley zijn debuut in het Welsh voetbalelftal in een vriendschappelijke interland tegen Nederland, een maand nadat Wales zich voor het eerst kwalificeerde voor het Europees kampioenschap voetbal. In de wedstrijd, die na twee doelpunten van Arjen Robben met 2–3 werd verloren, verving Henley een kwartier voor tijd Chris Gunter.